# Borki (Staszów)
Pour les articles homonymes, voir Borki.
Borki est une localité polonaise de la gmina de Łubnice, située dans le powiat de Staszów en voïvodie de Sainte-Croix.